# Corynabutilon ochsenii
Corynabutilon ochsenii är en malvaväxtart som först beskrevs av R. Phil., och fick sitt nu gällande namn av Thomas Henry Kearney. Corynabutilon ochsenii ingår i släktet Corynabutilon och familjen malvaväxter. Inga underarter finns listade i Catalogue of Life.